# 한국가양주협회
한국가양주협회는 대한민국 전통 술의 발전을 위한 개선 방안을 연구하고 미래 대한민국의 술이 세계인의 술이 될 수 있도록 실천 방안을 강구하여 비전과 청사진을 제시할 목적으로 목적으로 2009년 1월 23일 설립된 대한민국 농림수산식품부 소관의 사단법인이다. 사무실은 서울특별시 서초구 방배동 488-4 리더스빌 101호에 있다.

## 주요 사업
- 한국 가양주문화 복원 사업
- 외국인 전통술 탐방 관광프로그램 개발
- 대학교 전통술 관련 동아리 지원 사업
- 전통주 축제 및 시음회 개최
- 전통주 연구 및 개발 사업

## 회원 자격
- 법인의 목적과 설립취지에 찬동하여 소정의 가입절차를 마친 자